# Цушима (бронепалубен крайцер)
 Тази статия е за японския крайцер.  За едноименния пролив вижте Цушима.  
Цушима (на японски: 対馬) е Императорските ВМС на Япония бронепалубен крайцер III ранг. Един от двата кораба на проекта „Ниитака“, построени по програмата от 1896 г. Участва в Руско-японската и Първата световна война.

## История на службата

### Руско-японска война
Крайцерът „Цушима“ влиза в строй в хода на Руско-японската война и е включен в състава на 4-ти боен отряд от 2-ра ескадра на Обединения флот. На 9 март 1904 г. крайцерът взима участие в обстрела на сигналната станция на остров Сан-шан-дао край Порт Артур.
От април 1904 г. крайцерът е на стражева служба в Японско море, подсигурявайки търсенето на Владивостокския крайцерски отряд. На 15 юни руските кораби са открити в Корейския пролив, макар че в мъглата контактът е изгубен и 2-ри отряд на адмирал Хиконоджьо Камимура не успява да ги прехване. На 14 август 1904 г. крайцерът, който все още е на стражева служба, не успява да вземе непосредствено участие в боя в Корейския пролив, но участва в спасяването на моряците от потопения руски крайцер „Рюрик“.
На 15 август крайцерите „Цушима“ и „Читосе“ спешно са изпратени за прехващане на крайцера „Новик“. На 20 август „Цушима“ открива руския кораб на рейда на град Корсаков. В хода на продължилия 70 минути бой, „Цушима“ успява да нанесе на противника си 14 попадания (в т.ч. три – под водолинията). На свой ред „Цушима“ получава една подводна пробойна, в резултат на което възниква значителен крен и крайцерът е принуден да прекрати бой за отстраняване на повредите.
В Цушимското сражение крайцерът действа в състава на своя отряд. На 27 май 1905 г. в хода на сражението той участва в боя с руските крайцери „Олег“, „Аврора“ и „Жемчуг“, а също води огън по плаващата работилница „Камчатка“ и буксирния параход „Русь“, транспортите на руската ескадра и вече тежко повредения броненосец „Князь Суворов“. „Цушима“ получава шест попадения, в резултат на които има лека пробойна в корпуса, пробити са комините и са разрушени някои вътрешни помещения; убити са 4 матроса, а са ранени старшия офицер на кораба, капитан 2-ри ранг Ямазаки и 16 матроса.
На 28 май „Цушима“, действайки в състава на своя 4-ти боен отряд, участва в окръжаването на отряда кораби на контраадмирал Николай Иванович Небогатов и в последния морски бой руско-японската война – боя с крайцера „Дмитрий Донски“.
След Руско-японската война, крайцерът „Цушима“ е изпратен на патрулна служба край крайбрежието на Китай.

### Първа световна война
С началото на войната крайцерът „Цушима“ е насочен за патрулиране между Борнео (Калимантан) и Тимор за защита на корабоплаването. Впоследствие е включен състава на 1-ва Японска ескадра на Южните морета, базирана на Фиджи. През декември 1914 година крайцерът в състава на ескадрата участва в лова на Германската Източно-Азиатска крайцерска ескадра.
През февруари 1915 година в Сингапур се случва метеж на полка на сипаите, за потушаването на който от британски, френски, японски и руски кораби (спомагателния крайцер „Орел“) е стоварен десант. От японските крайцери „Цушима“ и „Отова“ са изпратени 75 моряка.
От средата на февруари 1915 г. и до края на войната крайцерите „Цушима“ и „Ниитака“, базирани в Кейптаун, подсигуряват безопасността на морските превози в югозападната част на Индийския океан.

### Интервенция в Русия
От 1919 до 1920 г. крайцерът „Цушима“ участва в интервенцията в Русия, подсигурявайки прехвърлянето на японски войски във Владивосток.

### Край на службата
От 1 септември 1921 г. „Цушима“ е прекласифициран на кораб на бреговата отбрана 2-ри ранг. 1922 г. е променено артилерийското въоръжение на кораба: 6 – 152 mm оръдия, 8 – 76 mm оръдия. Впоследствие допълнително е поставена една 76 mm зенитка. Кораба се използва за патрулиране на китайското крайбрежие. От 1930 г. е частично разоръжен, използва се като несамоходен учебен кораб в Йокосука. 1936 г. е изключен от бойния състав на флота. 1939 г. е преоборудван на кораб мишена №10 (Hai Kan No.10) и през 1944 г. е потопен в хода учебни торпедни стрелби.

## Командири на кораба
- капитан II ранг Сендо Такетеру (Sendo, Taketeru) – от 16 октомври 1903 г. до 7 декември 1903 г[5].
- капитан I ранг Нишияма Санечика (Nishiyama, Sanechika) – от 31 август 1905 г. до 5 август 1907 г[6].

## Галерия
- В Куре след встъпването в строя през 1904 г.
- Снимка от 1905 г.